# أربيان مفتوح
أربيان مفتوح (الاسم العلمي: Anthemis patentissima) هو نوع نباتي يتبع جنس الأربيان من الفصيلة النجمية.

## الموئل والانتشار
في بلاد الشام.